# Katastrofa lotu Uzbekistan Airways 1154
Katastrofa lotu Uzbekistan Airways 1154 wydarzyła się 13 stycznia 2004 roku w Taszkencie, stolicy Uzbekistanu. Samolot Jakowlew Jak-40, należący do linii Uzbekistan Airways i lecący z miasta Termez do Taszkentu, rozbił się przy lądowaniu w trudnych warunkach atmosferycznych nieopodal lotniska Tashkent International Airport. W wyniku katastrofy śmierć poniosło 37 osób (32 pasażerów i 5 członków załogi) - wszyscy znajdujący się na pokładzie.
13 stycznia 2004 roku około godziny 19:20 piloci Jakowlewa przygotowywali się do lądowania na lotnisku w Taszkencie. W czasie lądowania samolotu w Taszkencie panowały złe warunki atmosferyczne - całe miasto było spowite gęstą mgłą. Zdezorientowani piloci błędnie oszacowali odległość, jaka dzieliła ich maszynę od lotniska. W efekcie zaczęli schodzić do lądowania zbyt wolno. Na wysokości 60 metrów piloci spostrzegli światła pasa startowego znajdujące się pod samolotem, jednak za późno zorientowali się, że są to już końcowe metry pasa. Kapitan natychmiast zwiększył ciąg silników, by wznieść Jakowlewa w górę, jednak samolot znajdował się już zbyt nisko. Maszyna wylądowała 260 m za pasem startowym, uderzyła prawym skrzydłem o betonowy mur, straciła lewe skrzydło, roztrzaskała się o betonowy mur, a następnie runęła do pobliskiego strumienia i stanęła w płomieniach. Spośród 37 osób na pokładzie, wszyscy ponieśli śmierć na miejscu.
Przyczyną katastrofy były złe warunki atmosferyczne, które przyczyniły się do popełnienia przez pilotów Jakowlewa szeregu błędów. 
Początkowo media błędnie poinformowały, że samolot, który uległ katastrofie to Antonow An-24.

## Narodowości ofiar katastrofy
| Kraj            | Pasażerowie | Załoga | Razem |
| --------------- | ----------- | ------ | ----- |
| Uzbekistan      | 28          | 5      | 33    |
| Afganistan      | 2           | -      | 2     |
| Kanada          | 1           | -      | 1     |
| Wielka Brytania | 1           | -      | 1     |
| Razem:          | 32          | 5      | 37    |

- Źródło:[4].